# 빅투아르 뒤부아
빅투아르 뒤부아(프랑스어: Victoire Du Bois, 1988년 혹은 1989년 ~ )는 프랑스의 배우이다.

## 출연 작품
- 내 몸이 사라졌다 - 가브리엘 역 (목소리)
- 마리안 - 엠마 역